# Sillon frontal inférieur
Le sillon frontal inférieur f2 est un sillon de la face externe du lobe frontal du cerveau. Il parcourt le lobe frontal parallèlement au sillon frontal supérieur et en dessous. Il se détache perpendiculairement du sillon précentral et est discontinu dans 60 % des cas. Il se termine en s'incurvant vers le rameau horizontal de Sylvius. Il délimite avec le sillon frontal supérieur le gyrus frontal moyen.
|                                                   |                                   |
| Vue latérale du sillon f1 sur l'hémisphère gauche | Vue schématique du cortex latéral |